# Gloiocephala pseudocaricis
Gloiocephala pseudocaricis är en svampart som först beskrevs av Machiel Evert ("Chiel") Noordeloos, och fick sitt nu gällande namn av Tkalcec & Mešic 2008. Gloiocephala pseudocaricis ingår i släktet Gloiocephala och familjen Physalacriaceae.  Artens status i Sverige är: Ej påträffad. Inga underarter finns listade i Catalogue of Life.